# Diagramma di Flood
Il diagramma di Flood è un grafico che fornisce il valore del pH di una soluzione di un acido (o di una base) in funzione del logaritmo della sua concentrazione. 
Le tre rette punteggiate riportate nel grafico hanno per equazione rispettivamente:
| {\displaystyle pH=-logC} | {\displaystyle (1)} |

| {\displaystyle pH={\frac {1}{2}}pK_{a}-logC} | {\displaystyle (2)} |

| {\displaystyle pH={\frac {1}{2}}pK_{w}} | {\displaystyle (3)} |

La curva descritta (pH contro -logC) può essere suddivisa in 5 regioni:
- La regione (a), a concentrazione elevata, in cui l'acido si comporta come un tipico acido debole, per la quale concentrazione di H3O+ è data dall'espressione

{\displaystyle [H_{3}O^{+}]^{2}=K_{a}.C}
che passando ai logaritmi, che coincide con ottima approssimazione alla retta {\displaystyle (2)}.
- La regione (c), a bassa concentrazione, in cui l'acido si comporta come un acido forte (dissociazione completa), per il quale

{\displaystyle [H_{3}O^{+}]=C}
e in cui la curva logC / pH coincide approssimativamente con la retta {\displaystyle (1)}.
- La regione (e) a bassissima concentrazione, in cui l'acido è troppo diluito per contribuire in modo apprezzabile alla concentrazione di H3O+, che sarà quindi la stessa che in acqua pura:

{\displaystyle [H_{3}O^{+}]=[OH^{-}]={\sqrt[{}]{K_{w}}}}
e in cui la curva logC / pH coincide approssimativamente con la retta {\displaystyle (3)}.
- La regione (b), in cui il comportamento è intermedio tra quello tipico di un acido debole e quello tipico di un acido forte, e la concentrazione di H3O+ è data dalla relazione:

{\displaystyle [H_{3}O^{+}]={\frac {-K_{a}+{\sqrt[{}]{K_{a}^{2}+4K_{a}C}}}{2}}}
- La regione (d), in cui sia la dissociazione dell'acido sia l'autoprotolisi dell'acqua contribuiscono alla concentrazione di H3O+; in questa regione il pH può essere calcolato risolvendo il sistema:

{\displaystyle \left\{{\begin{matrix}[H_{3}O^{+}][OH^{-}]=K_{w}\\\ [HX]K_{a}=[H_{3}o^{+}][x^{-}]\\\ continua\end{matrix}}\right.}